# 巴查納·夏哈達澤
巴查納·夏哈達澤（1987年10月23日—）是一位喬治亞足球運動員，在場上司職前鋒。他現在效力於哥里迪拉足球俱樂部。他也是喬治亞國家足球隊的一員。